# Masaki Saito
Masaki Saito (齋藤 将基 Saito Masaki?, nacido el 23 de junio de 1980 en Saitama) es un exfutbolista japonés. Jugaba de delantero y su último club fue el Zweigen Kanazawa de Japón.

## Trayectoria

### Clubes
| Club                 | País   | Año         |
| -------------------- | ------ | ----------- |
| Monte Azul           | Brasil | 2001        |
| Shizuoka FC          | Japón  | 2002        |
| Shizuoka FC          | Japón  | 2004 - 2005 |
| Tokyo Verdy          | Japón  | 2006 - 2007 |
| Okinawa Kariyushi FC | Japón  | 2008        |
| SC Sagamihara        | Japón  | 2009 - 2011 |
| Zweigen Kanazawa     | Japón  | 2012 - 2013 |